# Amerikaans purperhoen
Het Amerikaans purperhoen (Porphyrio martinica) is een vogel uit de familie van de rallen (Rallidae).

## Kenmerken
Deze vogel heeft een purperblauw verenkleed. De kleine snavel is rood en de poten zijn geel.

## Verspreiding en leefgebied
Deze soort komt voor van de zuidoostelijke Verenigde Staten tot noordelijk Argentinië.